# 391
391 (CCCXCI) je bilo navadno leto, ki se je po julijanskem koledarju začelo na sredo.

## Dogodki
- 1. januar
- - aleksandrijski patriarh Teofil I. na ukaz vzhodnorimskega cesarja Tedozija I. v Aleksandriji uniči Muzej (Museion) in prav gotovo tudi Serapej